# Prosopocera viridegrisea
Prosopocera viridegrisea es una especie de escarabajo longicornio del género Prosopocera, categorizada en la tribu Prosopocerini, de la subfamilia Lamiinae. Fue descrita por Hintz en 1911.

## Descripción
Mide 20-28 mm de longitud.

## Distribución
Se distribuye por Camerún, Costa de Marfil, Gabón, República Democrática del Congo, Kenia y Tanzania.